# Bredinsky (huyện)
Huyện Bredinsky (tiếng Nga: ? райо́н) là một huyện hành chính tự quản (raion), của Tỉnh Chelyabinsk, Nga. Huyện có diện tích 5014 kilômét vuông. Trung tâm của huyện đóng ở Bredy.